# Акшай Венкатеш
Акшай Венкатеш (нар. 21 листопада 1981) — індійсько-австралійський математик. Фахівець у лічбі, проблем рівномірного розподілу в автоморфних формах та теорії чисел, зокрема теорії представень, локально-симетричних просторів та ергодичної теорії

## Нагороди та визнання
- 2007:Премія Салема[6]
- 2008:Премія SASTRA Ramanujan[7]
- 2016:премія Infosys[8]
- 2017:Премія Островського[9]
- 2018:Філдсовська премія[10]
- 2019: член Лондонського королівського товариства